# Codex Marchalianus

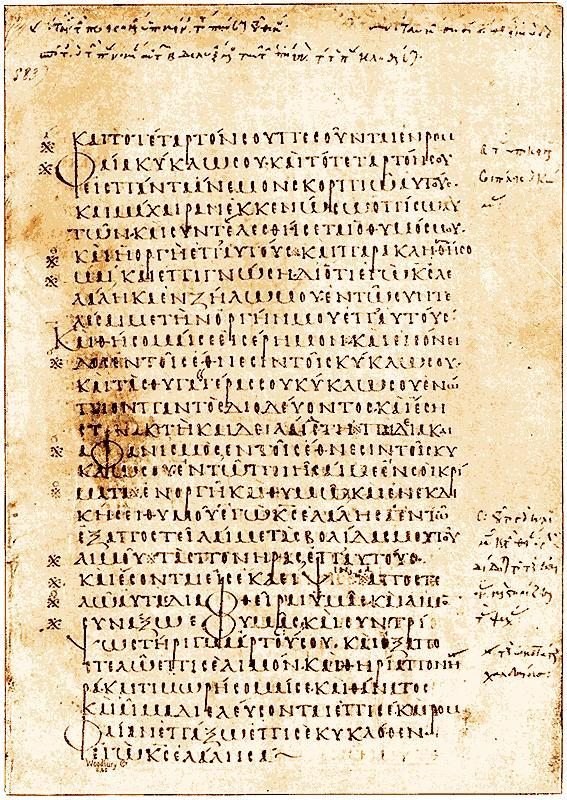
Codex Marchalianus (Ezechiela 5:12-17)

Codex Marchalianus (oznaczony przez siglum Q) – pochodzący z VI wieku kodeks zawierający tekst Septuaginty. Tekst został napisany na pergaminie, literami uncialnymi. Paleograficznie jest datowany na VI wiek.
Nazwa kodeksu pochodzi od jego byłego właściciela, Rene Marchala. Na liście rękopisów Septuaginty według klasyfikacji Alfreda Rahlfsa jest oznaczany siglum Q.

## Opis
Rękopis powstał w formacie quarto, po pięć zgiętych arkuszy (bifolia) włożonych jeden wewnątrz drugiego, podobnie jak Kodeks Watykański lub Ewangelie z Rossano. Zawiera tekst Dwunastu Proroków, Księgę Izajasza, Księgę Jeremiasza, Księgę Barucha, Lamentacje, List Jeremiasza, Księgę Ezechiela, Księgę Daniela wraz z deuterokanonicznymi dodatkami o Zuzannie i Belu. Kolejność dwunastu proroków jest niezwykła: Ozeasz, Amos, Micheasz, Joel, Abdiasz, Jonasz, Nahum, Habakuk, Sofoniasz, Aggeusz, Zachariasz, Malachiasz. Tę samą kolejność przekazuje Kodeks Watykański. W Księdze Daniela reprezentuje wersję Teodocjona a nie LXX.
Rękopis składa się z 416 pergaminowych stronic, z których pierwsze dwanaście zawiera treści patrystyczne, i które nie były częścią oryginalnego rękopisu. Rozmiary kart to 29 na 18 cm. Tekst pisany jest w jednej kolumnie na stronę, po 29 wierszy w kolumnie, oraz od 24 do 30 liter w linijce. Został napisany tłustym drukiem uncjalnym według stylu koptyjskiego.
W pierwszej połowie XIX wieku kodeks miał opinię jednego z najstarszych rękopisów Septuaginty. Powszechnie uważa się, że Codex Marchalianus wraz z rękopisami: A, 26, 86, 106, 198, 233 należy do dobrze zdefiniowanej recenzji hezychiańskiej, dokonanej przez Hezychiusza z Egiptu.
W Księdze Izajasza 45:18, gdzie tłumacz Septuaginty używa greckiego ego emi (εγω ειμι) w miejsce hebrajskiego „Ja jestem JHWH”, na marginesie przekazuje późniejsze „Ja jestem Pan”. Rękopis ten bywa używany w dyskusji o tetragramie. W niektórych notach marginalnych kodeks potwierdza wykorzystanie greckiej transliteracji ΙΑΩ dla imienia Bożego lub też błędnej transkrypcji tetragramu za pomocą greckich liter ΠΙΠΙ.
Około siedemdziesiąt miejsc wymienionych w Onomasticonie zaznaczono na marginesie ksiąg Ezechiela i Lamentacji.

## Dzieje Kodeksu
Rękopis powstał w Egipcie, nie później niż w VI wieku. Wydaje się, że pozostał tam aż do wieku IX ponieważ korekta uncialna oraz adnotacje w tekście wykazują cechy charakterystyczne dla egipskich kopistów. Z Egiptu na południe Włoch kodeks trafił przed XII wiekiem, a stamtąd do Francji, gdzie stał się własnością opactwa St. Denys położonego niedaleko Paryża. Rene Marchal, od którego pochodzi nazwa kodeksu, otrzymał rękopis z opactwa St. Denis. Z biblioteki Marchala trafił w ręce kardynała François de La Rochefoucaulda, który z kolei podarował go Collège de Clermont, słynnej szkole jezuitów w Paryżu. W końcu, w 1785 roku, został zakupiony dla Biblioteki Watykańskiej, gdzie znajduje się do dziś.
Kodeks znany był Bernardowi de Montfaucon i Giuseppe Bianchiniemu. Tekst kodeksu został wykorzystany przez J. Moriusa, Wettsteina, de Montfaucona. Został skolacjonowany przez Jamesa Parsonsa i wydany przez Konstantina von Tischendorfa w czwartym tomie Nova Collectio 4 (1869), str. 225-296, oraz w IX tomie Nova Collectio 9 (1870), str. 227-248. Giuseppe Cozza-Luzi wydał jego tekst w 1890 roku.
W 1890 roku Antonio Ceriani zasugerował, że tekst kodeksu reprezentuje recenzję hezychiańską. Jednak zawiera swobodne heksaplarne dodatki, co może oznaczać, że przekazuje obszerne partie przekładów Akwili, Symmachusa, Teodocjona oraz Septuaginty w recenzji heksaplarnej.
Kodeks jest przechowywany w Bibliotece Watykańskiej (Vat. gr. 2125).